# Isopachys roulei
Espèce
Synonymes
- Typhloseps roulei Angel, 1920

Statut de conservation UICN

 LC  : Préoccupation mineure
Isopachys roulei est une espèce de sauriens de la famille des Scincidae.

## Répartition
Cette espèce est endémique de Thaïlande.

## Étymologie
Cette espèce est nommée en l'honneur de Louis Roule.

## Publication originale
- Angel, 1920 : Sur un Saurien nouveau de la famille des Ophiopsisepidés. Bulletin du Muséum national d'histoire naturelle de Paris, vol. 26, p. 4-6 (texte intégral).